# Historia LGBT en Honduras
La homosexualidad en Honduras fue despenalizada en 1899. Sin embargo, el Código Penal hondureño solo fue reformado en 2013 para incluir castigos para las personas que discriminaran por orientación sexual.
Si bien en Honduras existe una pequeña (pero perseguida) cultura orientada a los derechos de los homosexuales, ciertos barrios socioeconómicos más bajos han visto la persistencia de una construcción social más antigua de erotismo entre personas del mismo sexo (más o menos similar a la que existía en gran parte de Estados Unidos antes de la Segunda Guerra Mundial) en el que los hombres masculinos (jóvenes, solteros de 15 a 25 años) desempeñan el papel de penetración con "locas" (hombres mayores afeminados pero que no se visten de travestis ni necesariamente se identifican como transgénero), por lo general a cambio de algún tipo de remuneración pero ocasionalmente también por amistad y ayuda mutua. Para los hombres, estos actos no conllevan el estigma de ser vistos como homosexuales (aunque existe cierto tabú sobre la discusión abierta de tales relaciones); los hombres jóvenes se consideran completamente heterosexuales y casi siempre se casan a mediados de los veinte, limitando su actividad sexual a partir de entonces a las mujeres.

## Época precolombina

### Los mayas

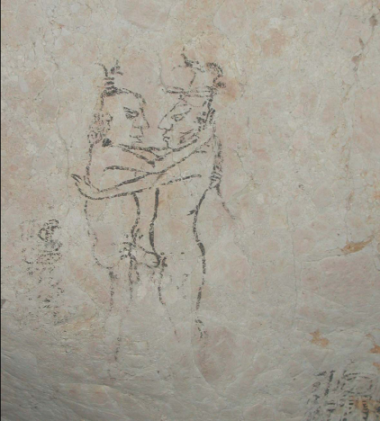
Pintura homoerótica maya encontrada en una de las paredes de la gruta de Naj Tunich, Guatemala.

Los cronistas recopilaron durante tres siglos seguidos (XV, XVI y XVIII), toda la diversidad de “condiciones sexuales” existentes en el suelo del nuevo mundo, en la zona de América Central, la homosexualidad era reverenciada por los mayas, y aquellos con esta tendencia eran tratados como seres mágicos, los mayas incluso creían que podían llegar a tener poderes, por lo que estar cerca de ellos era sinónimo de buena suerte. El cronista Gonzalo Fernández de Oviedo, relata que los habitantes de las aldeas mayas llevaban joyas y oro a personas de distinta orientación sexual, con la idea de que les otorgarían protección y suerte. Los mayas eran tolerantes con la homosexualidad, la consideraba preferible al sexo prematrimonial heterosexual, por lo que las elites conseguían esclavos sexuales para sus hijos. De entre todos los dioses los cuales eran venerados por los mayas, destaca uno al cual se le conoce como Chin, el cual representaba las relaciones homosexuales de los nobles de esta cultura. A él se encomendaban para unir y santificar las relaciones entre jóvenes de la clase baja de la nobleza, con los de la clase alta, sus uniones se equiparaban a los matrimonios legales según la Ley Maya.
Para estudiar las prácticas homosexuales en el mundo prehispánico maya se dispone básicamente de dos fuentes: la primera es a través de los relatos de los primeros cronistas que entraron en contacto con los habitantes de estos pueblos. Es difícil evaluar el grado de objetividad de estos relatos, ya que en algunos casos, ellos tendían a exagerar los hábitos sexuales de los nativos, siendo así narraciones muy subjetivas, todo esto ocurrió debido a la fuerte creencia en la religión. La segunda fuente son los registros prehispánicos, como lo son los manuscritos tradicionales hechos por las mismas personas del lugar, donde relatan los sucesos de su vida y su pueblo, sus costumbres y tradiciones, así como a través de su arte, elemento fundamental para dar a conocer su visión del mundo.

## Época republicana
Durante el siglo XIX, la homosexualidad era criminalizada en Honduras bajo la figura de la «sodomía». En el Código Penal de 1880, esta criminalización se encontraba en el artículo 367. La homosexualidad fue despenalizada en el país con la derogación de esta ley, que ocurrió con la aprobación del Código Penal de 1899, votado el 29 de julio de 1898 y que entró en vigor desde el 1 de enero de 1899. No obstante, la homosexualidad continuó siendo fuertemente estigmatizada en el país durante el siglo siguiente, particularmente debido a la influencia de la Iglesia católica y del evangelicalismo, sectores que continuaron promoviendo la encarcelación de las personas pertenecientes a la diversidad sexual durante este periodo.

### Primeros pasos (1982-2008)
En Honduras, la reforma constituyente de 1982 abrió el camino para fortalecer la participación ciudadana y la democracia al interior de sus instituciones. Sin embargo, en lo que se refiere a la visibilidad de las personas LGBTI+, antes de 2004 no se encuentran expresiones reales de sistematización de su participación, ni en lo social ni en lo político, mucho menos en su fortalecimiento organizativo. Sin embargo, desde los años 90 la emergencia del VIH Sida, que afectaba en mayor medida a la población LGBTI+, y la falta de acción del Estado para prevenir y atender esta pandemia, permitieron que en el país aparecieran organizaciones como el Colectivo Violeta en Tegucigalpa y la Comunidad Gay Sampedrana en la ciudad de San Pedro Sula. Si bien estas tenían sus objetivos, su prioridad era en concreto la prevención y atención del VIH Sida en todas sus expresiones, fortaleciendo solo su incidencia en el escenario de la salud.
La emergencia del VIH en el país, adicionalmente, incrementó la discriminación social y el rechazo hacia las poblaciones LGBT por parte de grupos conservadores, quienes señalaban a la homosexualidad como una «conducta nociva», en referencia al VIH. Esta discriminación también vino de parte del gobierno central, que en agosto de 1999 emitió el acuerdo ejecutivo 629, con el que ordenaba «excluir en forma permanente» de la posibilidad de donar sangre a «homosexuales, bisexuales [y] heterosexuales con comportamiento sexual de riesgo». Esta prohibición se mantendría hasta noviembre de 2024, cuando fue derogada por medio del acuerdo 002-2024.
En 2002, aparecen en el país las primeras organizaciones abiertamente LGBTI+ pidiendo reconocimiento jurídico al Estado en su quehacer de promover y defender los derechos de lesbianas, gays, bisexuales y trans. En el año 2004, por solicitud de la Comisión Interamericana de Derechos Humanos y presión de organismos Internacionales, el Estado hondureño otorgó la personería jurídica a organizaciones LGBTI+ del país y a las organizaciones que si bien venían dedicándose a la agenda del VIH Sida, su fortaleza era el trabajo con personas LGBTI+. Unos de los impedimentos que alegó el Estado en su momento, por influencias externas, era que aprobar personerías jurídicas a personas LGBTI+ sería una forma de abrir la puerta a debates como el matrimonio igualitario y la adopción por parejas del mismo sexo. Para evitarlo y blindar sus intereses, en ese mismo acto de concesión de personerías jurídicas, el Estado reformó el artículo 112 y el 116 de la Constitución, estableciendo que en el país el matrimonio siempre será entre un hombre y una mujer y que la solicitud de adopción cumple el mismo requisito.

### Crisis política y golpe de Estado (2009-2010)
Desde esa fecha hasta la crisis política de 2009, en donde el entonces presidente Manuel Zelaya fue depuesto, las organizaciones LGBTI+ centraron sus objetivos particularmente en el área de la salud y no se incidió con tomadores de decisiones. Solo en 2008 hay un primer acercamiento a gobiernos locales, particularmente en el departamento de Cortés, donde se abordaron situaciones de violencia en contra de personas LGBTI+, por presiones como los informes de Human Rights Watch (2009) que reflejaron en su momento violencias hacia personas motivadas presuntamente por su orientación sexual o identidad de género que no entraban al sistema formal de denuncias. En 2009, luego de la crisis política, las personas LGBTI+ dan un salto cualitativo y empiezan a ser protagónicas en la movilización social del país junto con las mujeres, los jóvenes y los campesinos para pedir una reforma social que garantice el bienestar de la población. Acciones apoyadas por la presencia de la veeduría internacional, como la misión de la Organización de Estados Americanos (OEA), ayudaron a potencializar escenarios de encuentro y articulación entre el Estado y la sociedad civil.
En ese momento, la situación de las personas LGBTI+ era minimizada bajo el argumento de que la problemática que atravesaba el país no les afectaba, pues durante el periodo 1984-2004, los registros oficiales solo reportaban 20 asesinatos. Sin embargo, en el marco de la crisis política, organizaciones locales e internacionales defensoras de derechos humanos registraron en seis meses más de 28 asesinatos motivados por la orientación sexual y/o la identidad de género de las víctimas. Esto llamó la atención tanto de la comunidad internacional como del Estado.
Poco después del golpe de Estado en Honduras de 2009, el promedio anual de asesinatos de personas LGBT aumentó de dos a 31. El destacado activista por los derechos de los homosexuales, Walter Tróchez, fue asesinado en diciembre de 2009 y cuatro años después, el amigo de Walter, Germán Mendoza, fue acusado de su asesinato. El número de muertes LGBT en Honduras desde el año 1994 al 2018 ha sido de 323 y solo 68 de estos casos de homicidio han sido procesados.

### Postcrisis (2011-presente)
Luego de la crisis política, para esclarecer los hechos, se creó la Comisión de la Verdad, que amparada también en las recomendaciones del Informe Periódico Universal de la ONU, invitó a los partidos políticos a garantizar una democracia con mayores niveles de participación con base en los principios de la pluralidad. Mientras esto ocurría y en el marco de la misma crisis política, el país vio el resurgimiento de acciones colectivas, sobre todo en sus ciudades más pobladas. Estos procesos de movilización social posibilitaron promover nuevas formas de participación política, no matriculadas en un principio con un partido político, sino con la idea de cambio y renovación. Ahí fue clave la participación de personas líderes LGBTI+ que fueron liderando procesos sociales y políticos, siendo visibles en un escenario al que el país no estaba acostumbrado: la toma de decisiones, enfocando la coyuntura de la violencia como el eje motivador para derrocar la indiferencia y enarbolar la causa del respeto a la integralidad y vida de las personas que manifiestan una orientación sexual no heterosexual o una identidad de género no hegemónica.
En el proceso de florecimiento social, fue clave el rol de la OEA acompañando al Estado y la sociedad civil para la reconciliación ciudadana, generando intereses colectivos para refundar la sociedad y educándola para que de la expectación pasiva diera el paso a la participación ciudadana. Esta reflexión permeó a los partidos políticos que gracias a esos procesos y apoyo de la comunidad internacional, en el año 2012 empiezan a dar un reconocimiento a la ciudadanía LGBTI+ en sus procesos de base, estatutarios y programáticos. En ese mismo año, 2012, se presentaron las primeras candidaturas abiertamente LGBTI+ para las elecciones internas de los partidos. Estas candidaturas tenían mucha fuerza mediática por el fenómeno de “curiosidad” que generaban en el país. Sin embargo, su exposición los hizo víctimas de ataques y discriminación de manera sistemática, dando como resultado que aquellas personas que se postulaban, se veían expuestas a sufrir ataques, así como a la vulneración de sus derechos.
En 2013 el Gobierno creó la Secretaría de Justicia y Derechos Humanos, espacio que convocó a los actores claves de la vida nacional, entre ellos a las personas LGBTI+ (primera vez convocadas por el Gobierno) para dialogar y dar origen a la Política Nacional en Derechos Humanos, como respuesta al Informe Periódico Universal de la ONU, año 2012. La política busca garantizar prácticas de inclusión y garantías de vida digna a los grupos poblacionales de todos los departamentos del país. Posteriormente, una vez sorteada la crisis en el plano internacional, dicha Secretaría pasó a ser una Subsecretaría de la Secretaría de Derechos Humanos, Justicia, Gobernación y Descentralización. La primera experiencia pública fue la del defensor de derechos humanos Walter Tróchez quien en el año 2009, en el marco de la crisis política, asumió un papel de defensoría y, siendo abiertamente gay, denunció arbitrariedades en los centros de votación. El 2 de diciembre de 2009 fue secuestrado, días después se fugó y denunció que el secuestro fue motivado por sus denuncias. El 13 de diciembre del mismo año fue secuestrado nuevamente, para posteriormente ser torturado y asesinado. Su muerte menguó las expectativas de participación de las personas LGBTI+ en el país y causó miedo y desconfianza ejercer los derechos ciudadanos. En 2012, el periodista gay Erick Alexánder Martínez Ávila era precandidato por el departamento de Francisco Morazán a una diputación en las elecciones internas del Partido Libertad y Refundación (LIBRE), por la corriente Fuerza de Revolución Popular (FRP). Él hizo pública su candidatura el 1 de mayo de 2012, en una manifestación por el día del trabajo. Días después lo torturaron y asesinaron. De nuevo, la muerte de un líder LGBTI+ generó zozobra en las personas LGBTI+. En junio de 2012, Erick Martínez Vidal, hombre abiertamente gay, y quien fuese el suplente de Erick Martínez Ávila, decide participar en las contiendas electorales de 2012 haciéndose acompañar de la lideresa trans Arely Victoria Gómez para la suplencia; decisión similar tomaron en San Pedro Sula Claudia Spellman, lideresa trans, y Josué Hernández, líder gay, como su suplente. Victoria y Claudia tuvieron que inscribirse con sus nombres de nacimiento, no con sus nombres identitarios, situación que complicó sus procesos electorales e hizo que mediáticamente fueran víctimas de señalamientos, ignorando sus propuestas de campaña.
Movimientos conservadores quisieron hacer creer al electorado que sus intereses eran únicamente promover el matrimonio igualitario; cuando ambas campañas se caracterizaron por discursos alineados a los postulados del partido y no a particularidades de las agendas LGBTI+. Ninguna de estas dos precandidaturas ganó las elecciones primarias del Partido LIBRE, pero se posicionaron e hicieron valer el derecho a la participación ciudadana, no por ser personas LGBTI+ sino por ser ciudadanos y ciudadanas que lograron enarbolar un derecho que se les venía negando por prejuicios sociales y culturales. Sumaron entre las dos campañas 25.472 votos que, en el caso de Francisco Morazán, representaban el 50% de lo requerido para pasar a la diputación y, en el caso de Cortés, el 60% para adquirir un escaño. Esta situación permitió que su partido de origen, LIBRE, reconociera el gran aporte que, como candidatos y candidatas, hicieron a su estructura. Por ello decidieron estatutariamente crear espacios de representación y participación permanente para las personas LGBTI+, que fueron llevados a una reforma en sus estatutos. Claudia Spellman tuvo que huir del país en 2014 por amenazas de muerte, después de haber interpuesto una denuncia ante la Comisión Interamericana de Derechos Humanos (CIDH), por presiones de sectores conservadores por su participación política como mujer trans. Posteriormente, en 2016, Arely Victoria también tuvo que buscar asilo político por las constantes amenazas contra su vida.
A partir de las elecciones de 2013, el líder gay de San Pedro Sula, René Martínez, empieza a cobrar alto nivel de visibilidad dentro del Partido Nacional. Martínez, de manera novedosa, inició en su colonia un proceso de acercar las agendas del partido en lo local a las exigencias de la ciudadanía LGBTI+, logrando que los políticos locales asumieran un compromiso con las garantías de vida de este grupo poblacional. En 2014, René Martínez logró un acercamiento entre los sectores LGBTI+ y la Alcaldía de San Pedro Sula, permitiendo que a su vez el partido del Alcalde (Partido Nacional) asumiera compromiso en el plano local. En el mes de junio de 2016, precisamente en el mes de la diversidad sexual y de género, nuevamente se puso de luto el movimiento LGBTI+ y de defensores de derechos humanos, con el asesinato de René. Para dialogar y reflexionar sobre la situación de derechos humanos en Honduras de las personas lesbianas, gays, bisexuales, trans e intersex, se celebró en Tegucigalpa en el año 2015 el Encuentro de Liderazgos Políticos LGBTI+ en América Latina y el Caribe, que permitió realizar múltiples encuentros locales, partidistas y sectoriales para reflexionar sobre los retos en Honduras para que las personas participen en política.

## Discriminación basada en el VIH
Los empleadores utilizaron el estatus de VIH, positivo o negativo, como una forma de determinar la orientación sexual porque en el año 2005 el 13% de las personas con SIDA en Honduras eran HSH (hombres que tienen sexo con hombres). Honduras tenía la población más grande de personas afectadas por el VIH/SIDA en el año 1998 con el 50% del 17% de la población con SIDA en Centroamérica proveniente de Honduras.